# Otocepheus rafflesiae
Otocepheus rafflesiae är en kvalsterart som beskrevs av Sandór Mahunka 2000. Otocepheus rafflesiae ingår i släktet Otocepheus och familjen Otocepheidae. Inga underarter finns listade i Catalogue of Life.